# Luka Vušković
Luka Vušković (Split, 24 de febrero de 2007) es un futbolista croata que juega de defensa en el Tottenham Hotspur F. C. de la Premier League.

## Trayectoria
Nacido en Split, pasó por la academia del H. N. K. Hajduk Split local, convirtiéndose en el croata más joven en jugar, y marcar, en la Liga Juvenil de la UEFA.
Debutó extraoficialmente a los 15 años, jugando en un amistoso contra el NK Urania Baška Voda en septiembre de 2022. El 16 de diciembre de 2022 marcó en la victoria por 4-3 en un amistoso contra el F. C. Schalke 04.
El 26 de febrero de 2023, dos días después de su decimosexto cumpleaños, debutó como profesional, siendo titular y jugando 90 minutos en un partido de liga en el Derbi Eterno de Croacia contra el G. N. K. Dinamo de Zagreb, que acabó con derrota de su equipo por 4-0. De paso, se convirtió en el jugador más joven de la primera división croata, junto con Marko Dabro; también se convirtió en el jugador más joven en disputar un partido del Eterno derbi, superando a Josip Bašić.
El 2 de marzo de 2023 marcó el primer gol en la victoria por 2-1 del Hajduk sobre el N. K. Osijek en los cuartos de final de la copa de fútbol de Croacia 2022-23. Al marcar con 16 años y 5 días, se convirtió en el goleador más joven de la historia del Hajduk Split en partidos oficiales.
El 25 de septiembre de 2023 se anunció su fichaje por el Tottenham Hotspur F. C. hasta 2030 a partir del año 2025.

## Selección nacional
Ha representado a Croacia en categorías inferiores.

## Vida personal
Procedente de una familia de futbolistas, su padre, Danijel Vušković, jugó en el Hajduk Split y ahora es entrenador del equipo juvenil. Su abuelo, Mario Vušković, jugó en las categorías inferiores del Hajduk Split durante el mandato de Tomislav Ivić, y llegó a forjarse una carrera futbolística en los Países Bajos. Su bisabuelo, Marko, también jugó en el Hajduk Split durante la Segunda Guerra Mundial, y llegó a trabajar como ejecutivo del club.
Más recientemente, su hermano, también llamado Mario Vušković, dejó el Hajduk Split por Alemania, donde fichó por el Hamburgo S. V. Sus primos, Moreno Vušković, que actualmente juega en el PFC Litex Lovech búlgaro, y Vito, que actualmente juega en el NK Rudeš, también son futbolistas, al igual que su padre, Ronald.

## Estilo de juego
De 1.93 m de estatura, ha suscitado comparaciones con el ex internacional español Gerard Piqué por su estilo de juego.

## Estadísticas

### Clubes
Actualizado al último partido disputado el 24 de mayo de 2025.
| Club                            | Div.          | Temporada     | Liga  | Liga  | Copas nacionales | Copas nacionales | Copas internacionales | Copas internacionales | Total | Total |
| Club                            | Div.          | Temporada     | Part. | Goles | Part.            | Goles            | Part.                 | Goles                 | Part. | Goles |
| ------------------------------- | ------------- | ------------- | ----- | ----- | ---------------- | ---------------- | --------------------- | --------------------- | ----- | ----- |
| H. N. K. Hajduk Split · Croacia | 1.ª           | 2022-23       | 8     | 0     | 3                | 1                | —                     | —                     | 11    | 1     |
| H. N. K. Hajduk Split · Croacia | Total club    | Total club    | 8     | 0     | 3                | 1                | 0                     | 0                     | 11    | 1     |
| Radomiak Radom · Polonia        | 1.ª           | 2023-24       | 14    | 3     | —                | —                | —                     | —                     | 14    | 3     |
| Radomiak Radom · Polonia        | Total club    | Total club    | 14    | 3     | 0                | 0                | 0                     | 0                     | 14    | 3     |
| K. V. C. Westerlo · Bélgica     | 1.ª           | 2024-25       | 36    | 7     | 0                | 0                | —                     | —                     | 36    | 7     |
| K. V. C. Westerlo · Bélgica     | Total club    | Total club    | 36    | 7     | 0                | 0                | 0                     | 0                     | 36    | 7     |
| Total carrera                   | Total carrera | Total carrera | 58    | 10    | 3                | 1                | 0                     | 0                     | 61    | 11    |

## Palmarés

### Títulos nacionales
| Título          | Club                  | País    | Año  |
| --------------- | --------------------- | ------- | ---- |
| Copa de Croacia | H. N. K. Hajduk Split | Croacia | 2023 |